# موروزوفکا
موروزوفکا (به لاتین: Morozovka) یک منطقهٔ مسکونی در روسیه است که در استان آمور واقع شده‌است.